# Хокеј на трави на Летњим олимпијским играма 2008.
Такмичења у хокеју на трави на 28. Летњим олимпијским играма у Пекингу 2008. године одржавала су се 14 дана почевши 10. августа, а завршена су финалним утакмицама 22. и 23. августа. Утакмице су се играле на олимпијском спортском комплексу на Олимпијском зеленом хокејашком стадиону у Пекингу.
На такмичењу у хокеју на трави учествовали је по 12 екипа у женској и мушкој конкуренцији, који су морали проћи кроз квалификациона такмичења, осим екипа земље домаћина који се као такав директно квалификовао.

## Календар такмичења
| Мушкарци |     | 1°T |     | 1°T |     | 1°T |     | 1°T |     | 1°T |    | ПФ |        | Финале | 1 |
| Жене     | 1°T |     | 1°T |     | 1°T |     | 1°T |     | 1°T |     | ПФ |    | Финале |        | 1 |
| Укупно   |     |     |     |     |     |     |     |     |     |     |    |    | 1      | 1      | 2 |

|  | Квалификације |  | Финале |

## Систем такмичења
У првом делу екипе играју у две групе по једноструком лигашком систему. За победу се добију три бода, за нерешено један бод, а за пораз нула бодова.
Критеријуми за пласман су: освојени бодови, број победа, гол-разлика, постигнути голови, међусобни сусрет. Ако се ни после свих ових критеријума не може одредити пласман, организује се такмичење у извођењу казнених удараца
Прве две екипе из обе групе пролазе у полуфинале где играју мечеве по унакрсном првалу (1А-2Б и 1Б-2А). Остали доигравају за пласман.

## Освајачи медаља и коначан пласман
| Дисциплина        | Злато | Сребро | Бронза | 4   | 5   | 6   | 7   | 8   | 9   | 10  | 11   | 12  |
| ----------------- | ----- | ------ | ------ | --- | --- | --- | --- | --- | --- | --- | ---- | --- |
| Мушкарци - детаљи | НЕМ   | ШПА    | АУС    | ХОЛ | УК  | ЈКО | НЗЛ | ПАК | БЕЛ | КАН | КИНА | ЈАР |
| Жене - детаљи     | ХОЛ   | КИН    | АРГ    | НЕМ | АУС | УК  | ШПА | САД | ЈКО | ЈАП | ЈАР  | НЗЛ |

### Састави победничких екипа

#### Мушкарци
| Злато | Сребро | Бронза |
| Немачка | Шпанија | Аустралија |
| --- | --- | --- |
| - Филип Вите - Максимилијан Милер - Себастијан Бидерлак - Карлос Невадо - Мориц Фојерсте - Јан-Марко Монтаг - Тобијас Хауке - Тибор Вајсенборн - Бенјамин Вес - Никлас Мајнерт - Тимо Вес - Оливер Корн - Кристофер Целер - Макс Вајнхолд - матијас Витхаус - Флоријан Келер - Филип Целер - Селектор: Маркус Вајзе | - Франсиско Кортес - Сантијаго Фреиша - Франсиско Фабрегас - Виктор Сохо - Алекс Фабрегас - Пабло Амат - Едвардо Тубау - Рок Олива - Хуан Фернандез - Рамон Алегре - Ксавијер Рибас - Алберт Сала - Родриго Гарза - Серхи Енрике - Едвард Арбос - Давид Алегре - Селектор: Мауриц Хендрикс | - Џејми Двајер - Лијам де Јанг - Роб Хемонд - Марк Ноулз - Еди Окенден - Дејвид Гест - Лук Дорнер - Грант Шуберт - Беван Џорџ - Андре Смит - Стивен Ламберт - Ели Матесон - Метју Велс - Тревис Брукс - Кил Браун - Фергус Кавана - Дес Абот - Селектор: Бари Дансер |

### Жене
| Злато | Сребро | Бронза |
| Холандија | Кина | Аргентина |
| --- | --- | --- |
| - Мартје Годери - Мартје Паумен - Наоми ван Ас - Минке Смаберс - Марилин Аљоти - Минке Боој - Вике Дајкстра - Софи Полкамп - Елен Хог - Лидевај Велтен - Лисане де Рувер - Мик ван Гренхојзен - Ева де Гуде - Јанеке Схопман - Ефке Мулдер - Фатима Мореира де Мело - Селектор: Марк Ламерс | - Жен Је - Џанг Јименг - Гао Лихуа - Чен Ћући - Џао Јудјао - Ли Хунгсја - Ченг Хуеј - Танг Чунлинг - Џоу Ванфенг - Ма Јибо - Фу Баорунг - Пан Фенгџен - Хванг Ђунсја - Сунг Ћунглинг - Ли Шуанг - Чен Џаосја - Селектор: Ким Чанг-Бак | - Паола Вукојичић - Белен Сучи - Магдалена Ајсега - Мерседес Маргалот - Маријана Роси - Ноел Барионуево - Жиселе Кањевски - Клаудија Буркарт - Лусијана Ајмар - Марине Русо - Маријана Гонзалез Олива - Соледад Гарсија - Алехандра Гуља - Марија де ла Паз Ернандез - Карла Ребеки - Росарио Лукети - Селектор: Габријел Минадео |